# 쿰바

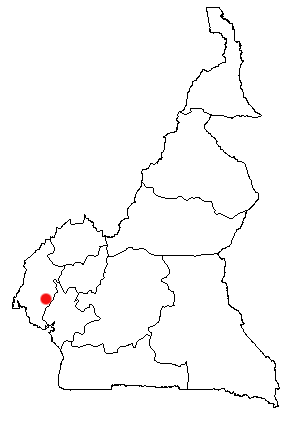
쿰바의 위치

쿰바(Kumba)는 카메룬 남서부주의 도시이다.